# 竇神寶
竇神寶（949年—1019年），北宋初期宦官。
开始作为黄门，太平兴国年间随宋太宗征伐北汉太原，监并州戍兵，多次获胜。淳化年间，出使河东，破环州，驻扎灵州。他多次和党项李继迁作战。官至内殿崇班。至道年间，李继迁再次攻打灵州，围城一年有余，他出兵攻击，李继迁撤退。任供备库使。咸平年间，出任高阳关钤辖、贝州冀州巡检。和好原州少数民族的关系，为部族之间划分界限。大中祥符年间为勾当三班院，掌管诸王宫事。西京左藏库使、领密州刺史兼掌往来国信。他性情吝啬，积蓄财物巨万。天禧年间以皇城使罢内职。天禧三年去世，年七十一岁。

## 延伸阅读
[在维基数据编辑]
 《宋史·卷466》，出自脱脱《宋史》